# جسر أكسجيني
الجسر الأكسجيني في الكيمياء هو ما توصف به الرابطة الكيميائية التناسقية عندما تكون ذرة أكسجين واقعة بين ذرتين مغايرتين A1-O-A2. قد تكون الذرتان المغيرتان للأكسجين من نفس النوع، مثل الكربون في عدد من المركبات العضوية، والتي قد تكون خطية وأشهرها مركبات الإيثر؛ أو حلقية مثل اللاكتونات. يمكن أن يكون الجسر الأكسجيني مضاعف الأكسجين من النمط A1-O-O-A2 مثلما هو الحال في البيروكسيدات العضوية.
| الجسور الأكسجينية ملونة بالأزرق  |
| الفوران ورباعي هيدرو الفوران     |
| كابرولاكتون                      |
| إيثر ثنائي الحلقة                |
| هكسوز (سكر سداسي)                |
| ثنائي وحدات من بيروكسيد الأسيتون |
| ثلاثي وحدات من بيروكسيد الأسيتون |

تلاحظ الجسور الأكسجينية أيضاً في بنى المعقدات التناسقية لعدد من الفلزات الانتقالية؛ وكذلك في بنى المعقدات المسؤولة عن عملية التركيب الضوئي.